# XVIe siècle en musique classique
| \| • Retour à la chronologie générale de la musique classique • \| |
| Grèce • Rome • Haut Moyen Âge • VIIIe siècle • IXe siècle • Xe siècle • XIe siècle XIIe siècle • XIIIe siècle • XIVe siècle • XVe siècle • XVIe siècle • XVIIe siècle XVIIIe siècle • XIXe siècle • XXe siècle • XXIe siècle |
| • Retour à la chronologie générale de la musique classique • |

| Années en musique classique : 1497 - 1498 - 1499 - 1500 - 1501 - 1502 - 1503    |
| Décennies en musique classique : 1470 - 1480 - 1490 - 1500 - 1510 - 1520 - 1530 |

## Événements
- Début XVIe siècle : 
  - Cancionero de Segovia, manuscrit contenant un large éventail d'œuvres de compositeurs espagnols, français et franco-flamands (ou néerlandais) de la Renaissance et actuellement conservé aux archives du chapitre de la cathédrale de Ségovie.
  - Manuscrit Jérôme Laurin de Watervliet, chansonnier contenant un répertoire de musique polyphonique, principalement profane.
- Vers 1500 : Manuscrit Koning, manuscrit II 270 de la Bibliothèque royale de Belgique, issu du milieu de la Dévotion moderne.
- 1542 : Chansonnier de Zeghere van Male, recueil manuscrit de chansons réunies par un riche marchand de Bruges : Zeghere van Male.

## Naissances
- 1500 : Henri Fresneau, (1500 ca - 1545 ca)
- 1500 : Luis de Milán, (1500 ca - 1561)
- 1500 : Cristóbal de Morales, (1500 ca - 1553)
- 1500 : Luys de Narváez, (1500 ca - 1555)
- 1500 : Tielman Susato, (1500 ca - 1562 ca)
- 1500 : Christopher Tye, (1500 ca - 1572 ca)
- 1500 : Enríquez de Valderrábano, (1500 ca - 1557 ap)
- 1505 : Thomas Tallis, (1505 ca - 1585)
- 1507 : Anne Boleyn, (1507 - 1536)
- 1507 : Jacques Arcadelt, (1507 - 1568)
- 1509 : Pierre Passereau, (1509 - 1547)
- 1510 : Juan Bermudo, (1510 ca - 1565 ca)
- 1510 : Antonio de Cabezón, (1510 - 1566)
- 1510 : Jacob Clemens non Papa, (1510 ca - 1555 ca)
- 1510 : Andrea Gabrieli, (1510 ca - 1586)
- 1510 : Claude Goudimel, (ca 1515-1525 - 1572)
- 1510 : Pierre de Manchicourt, (1510 ca - 1564)
- 1510 : Alonso Mudarra, (1510 ca - 1580)
- 1510 : Diego Ortiz, (1510 ca - 1570 ap)
- 1510 : Luis Venegas de Henestrosa, (1510 ca - 1577 ca)
- 1511 : Nicola Vicentino, (1511 - 1572)
- 1512 : Jean Guyot de Châtelet, (1512 - 1588)
- 1515 : Pierre Certon, (vers 1510 - 1515  -  1572)
- 1515 : Guillaume Morlaye, (1515 ca - 1558 ap)
- 1515 : Caspar Othmayr, (1515 - 1553)
- 1515 : Cypriano de Rore, (1515 ca - 1565)
- 1517 : Gioseffo Zarlino, (1517 - 1590)
- 1520 : Thoinot Arbeau, (1520 - 1595)
- 1520 : Girolamo Cavazzoni, (1520 ca - 1577 ca)
- 1520 : Andrea Gabrieli, (1520 ca - 1586)
- 1520 : Vincenzo Galilei, (1520 - 1591)
- 1520 : Antonio Valente, (1520 ca - 1580 ca)
- 1520 : Jacob Praetorius l'Ancien, (1520 - 1586)
- 1521 :  Philippe de Monte, (1521 - 1603)
- 1525 : Diego Ortiz, (1525 ca - 1570)
- 1526 : Giovanni Pierluigi da Palestrina, (1526 - 1594)
- 1528 : Francisco Guerrero	(1528 - 1599)
- 1528 : Costanzo Porta, (1528 ca - 1601)
- 1529 : William Mundy, (1529 ca - 1591 ca)
- 1529 : Jacobus Vaet, (1529 - 1567)
- 1530 : Elias Nicolaus Ammerbach, (1530 - 1597)
- 1530 : Filippo Azzaiolo, (1530 ca - 1569)
- 1530 : Guillaume Costeley, (1530 ca - 1606)
- 1530 : Claude Le Jeune, (1530 ca - 1600)
- 1531 : Jacobus de Kerle, (1531 - 1591)
- 1532 : Orlandus (Roland de) Lassus, (1532 - 1594)
- 1533 : Claudio Merulo, (1533 - 1604)
- 1535 : Giorgio Mainerio, (1535 ca - 1582)
- 1535 : Cesare Negri, (1535 ca - 1604 ca)
- 1535 : Giaches de (Jakob van) Wert, (1535 - 1596)
- 1540 : Antoine de Bertrand, (ca. 1540 ca. 1580)
- 1540 : Alessandro Striggio, (v. 1540 - 1592)
- 1540 : Nicholas Carlton, (1540 - 1610)
- 1543 : William Byrd, (1543 ca - 1623)
- 1543 : Giovanni Maria Nanino, (1543 ca - 1607)
- 1545 : Luzzasco Luzzaschi, (1545 ca - 1607)
- 1545 : Giulio Caccini, (1545 ca - 1618)
- 1547 : Marc Antonio Ingegneri, (1547 ca - 1592)
- 1549 : Eustache du Caurroy, (1549 - 1609)
- 1549 : Tomas Luis de Victoria, (1549 ca - 1611)
- 1550 : Giulio Caccini, (1550 - 1618)
- 1550 : Emilio de Cavalieri, (1550 ca - 1602)
- 1550 : Leonhard Lechner, (1550 ca - 1606)
- 1550 : Pomponio Nenna, (1550 ca - 1618 ca)
- 1550 : Orazio Vecchi, (1550 - 1605)
- 1551 : Giovanni Gabrieli, (1551 - 1612)
- 1553 : Leonhard Lechner, (1553 ca - 1606)
- 1553 : Luca Marenzio, (1553 ca - 1599)
- 1554 : Philip Sidney, (1554 - 1586)
- 1555 : Giovanni Gabrieli, (1555 ca - 1612)
- 1555 : Alonso Lobo, (1555 ca - 1617)
- 1555 : Paolo Quagliati, (1555 ca - 1628)
- 1557 : Giovanni Croce, (1557 - 1609)
- 1557 : Thomas Morley, (1557 ca - 1602)
- 1560 : Giles Farnaby, (1560 ca - 1640)
- 1560 : Don Carlo Gesualdo, (1560 ca - 1613)
- 1560 : Peter Philips, (1560 ca - 1628)
- 1561 : Girolamo Diruta, (1561 - 1610 ca)
- 1561 : Jacopo Peri, (1561 - 1633)
- 1562 : John Bull, (1562 ca - 1628)
- 1562 : Jan Pieterszoon Sweelinck, (1562 - 1621)
- 1563 : John Dowland, (1563 - 1626)
- vers 1563 : Jehan Titelouze, (1563 ca - 1633)
- 1564 : Gregor Aichinger, (1564 - 1628)
- 1564 : Hans Leo Hassler, (1564 - 1612)
- 1564 : Lodovico da Viadana, (1564 - 1627)
- 1565 : Gaspar Fernández, (1565 ca - 1629)
- 1565 : Francis Pilkington, (1565 ca - 1638)
- 1566 : Carlo Gesualdo, (1566 - 1613)
- 1567 : Giovanni Francesco Anerio, (1567 ca - 1630)
- 1567 : Thomas Campion, (1567 - 1620)
- 1567 : Christoph Demantius, (1567 - 1643)
- 1567 : Claudio Monteverdi, (1567 - 1643)
- 1568 : Adriano Banchieri, (1568 - 1634)
- 1569 : Tobias Hume, (1569 ca - 1645)
- 1570 : Thomas 0 Bateson, (1570 - 1630)
- 1570 : John Bennet, (1570 ca - 1614 ca)
- 1570 : Salamone Rossi, (1570 ca - 1630 ca)
- 1571 : Filipe de Magalhaes, (1571 - 1652)
- 1571 : Michael Praetorius, (1571 - 1621)
- 1571 : John Ward, (1571 - 1638)
- 1572 : Thomas Tomkins, (1572 - 1656)
- 1572 : Erasmus Widmann, (1572 - 1634)
- 1573 : Melchior Franck, (1573 - 1639)
- 1574 : John Wilbye, (1574 - 1638)
- 1575 : John Coperario, (1575 ca - 1626)
- 1575 : Marco da Gagliano, (1575 ca - 1642)
- 1575 : Ennemond Gaultier, (1575 - 1651)
- 1575 : Giovanni Maria Trabaci, (1575 ca - 1647)
- 1576 : Thomas Weelkes, (1576 - 1623)
- 1577 : Alessandro Grandi, (1577 ca - 1630)
- 1580 : Giovanni Girolamo Kapsberger, (1580 - 1651)
- 1580 : Michael East, (1580 ca - 1648)
- 1581 : Johann Staden, (1581 - 1634)
- 1582 : Gregorio Allegri, (1582 - 1652)
- 1582 : Thomas Simpson, (1582 - 1630 ca)
- 1583 : Girolamo Frescobaldi, (1583 - 1643)
- 1583 : Orlando Gibbons, (1583 - 1625)
- 1585 : Heinrich Schütz, (1585 - 1672)
- 1586 : Stefano Landi, (1586 ca - 1639)
- 1586 : Johann Hermann Schein, (1586 - 1630)
- 1586 : Jacob Schultze, (1586 - 1651)
- 1587 : Samuel Scheidt, (1587 - 1654)
- 1590 : Jacob van Eyck, (1590 ca - 1657)
- 1592 : Guillaume Bouzignac, (1592 ca - 1641 ca)
- 1592 : John Jenkins, (1592 - 1678)
- 1594 : Richard Farnaby, (1594 - 1623)
- 1595 : Heinrich Scheidemann, (1595 - 1663)
- 1597 : Luigi Rossi, (1597 - 1653)

## Décès
- 1521 : Josquin Des Prés, (1450 - 1521)
- 1568 : Jacques Arcadelt, (1507 - 1568)